# Тависток-сквер
Тавистокская площадь (Тависток-сквер, англ. Tavistock Square) — площадь в микрорайоне Блумсбери района Камден в центре столицы Великобритании Лондона.

## История

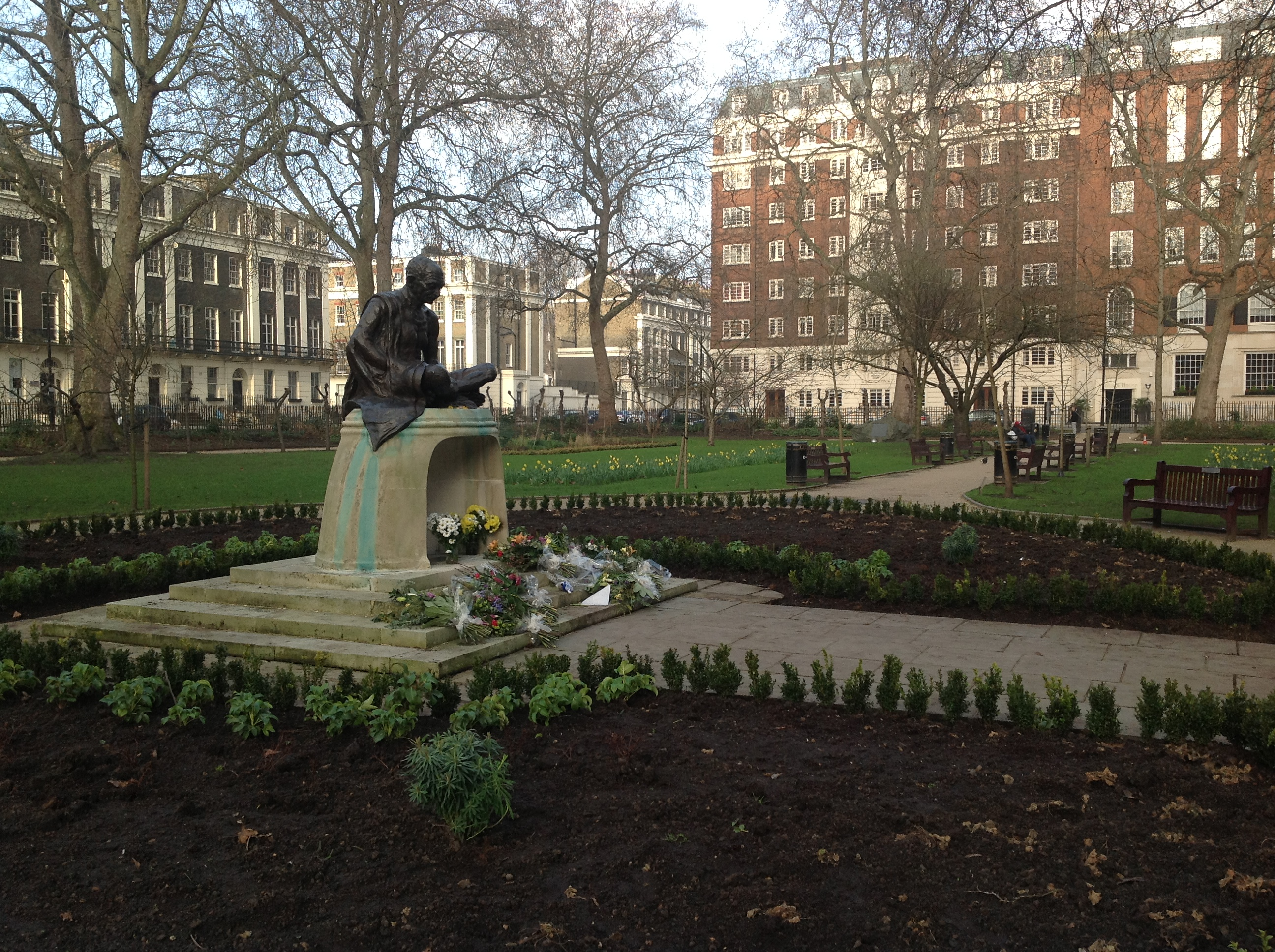
Памятник Махатме Ганди в центре сквера на Тавистокской площади работы польско-еврейского скульптора Фредды Бриллиант (1965 или 1968 год)

Площадь была застроена вскоре после 1806 года девелопером Джеймсом Бёртоном и руководителем строительства Томасом Кьюбиттом для Фрэнсиса Рассела, 5-го герцога Бедфорда, и была частью обширных земель городской усадьбы Блумсбери (Блумсбери-истейт как одно из поместий Бедфорд-истейтс) в Лондоне, принадлежащих семье Рассел — герцогам Бедфордским. Земли эти были сельскохозяйственными угодьями (полями) и принадлежат данному семейству с 1669 года. Члены семьи развивали территорию, облик застройки которой в большой мере сформировала георгианская архитектура конца XVIII — начала XIX веков.
Площадь получила название от 5-го герцога Бедфорда в честь его отца — маркиза Тавистокского. Титул маркизов Тавистокских был номинальным титулом (титулом учтивости), присваивавшимся старшим сыновьям герцогов Бедфордских по имени города Тависток в графстве Девон на юго-западе Англии.
Здания вокруг площади в значительной степени связаны с университетской, учебной и научной деятельностью — от Британской медицинской ассоциации до Университетского колледжа Лондона. В районе площади жили, учились или работали известные люди, что отражено в мемориальных объектах на площади. Тависток-хаус, где жил и работал Диккенс, снесен в начале XX века.
7 июля 2005 года в Лондоне произошло 4 террористических акта на транспорте, три из которых были в метро, а когда это привело к изменениям маршрутов наземного транспорта, один из изменивших трассу автобусов маршрута номер 30 был взорван террористом смертником на Тавистокской площади у здания Британской медицинской ассоциации, врачи которой сразу же пришли на помощь раненым, и у здания ассоциации был создан мемориал с именами 13 погибших пассажиров.

## Сквер с произведениями искусства. Сад мира
Как и другие площади района Блумсбери, Тавистокская представляет собой зону зеленых насаждений среди городской застройки - сквер. 
В сквере на площади находится целый ряд мемориальных объектов, несколько из которых тематически связан с идеями достижения и сохранения мира и образуют Сад мира (англ. Peace Garden). (См. также Список общедоступных объектов искусства района Камден - раздел Блумсбери).
Мемориальные объекты Сада мира на Тавистокской площади:
- в центре[8] площади памятник борцу за освобождение Индии от британского колониального господства Махатме Ганди, учившемуся на юриста неподалеку в  Университетском колледже Лондона, установленный за год до столетия со дня его рождения. В пьедестале спереди большое углубление для цветов и свечей[5]. 1968г. Автор - скульптор Фредда Бриллиант[англ.];

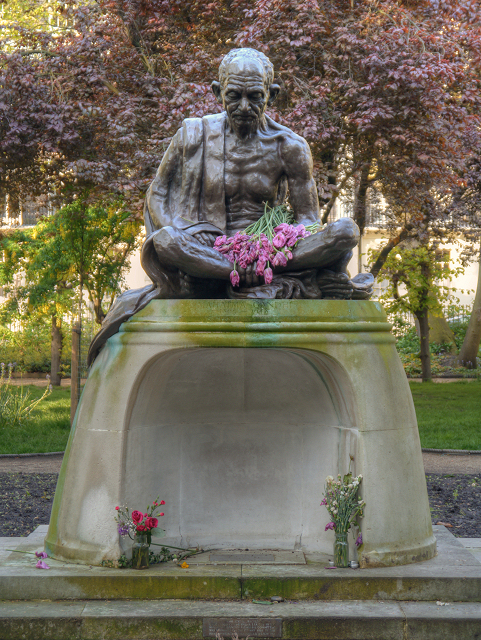
[https://commons.m.wikimedia.org/wiki/Category:Statue_of_Mahatma_Gandhi,_Tavistock_Square,_London Памятник Махатме Ганди

- Местные власти Камдена отметили мемориальной доской и место, связанное с именем видного деятеля движения за создание независимого Пакистана и организатора школ в Англии для обучения пакистанских детей английскому языку юриста Али Мохаммеда Аббаса[9]; он приехал в Лондон учиться правоведению, был в последние колониальные членом Всеиндийской лиги мусульман и редактировал два пакистанских издания, а после обретения независимости Пакистана в его квартире было первое, еще неофициальное посольство этой страны в Великобритании.

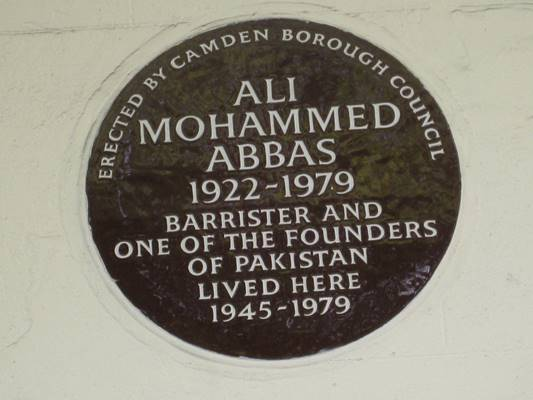
Мемориальная доска Ахмеду Мохаммеду Аббасу на доме на площади

- Вишневое дерево (сакура), посаженное в 1967г. в память жертв атомных бомбардировок в конце Второй мировой войны японских городов Хиросимы и Нагасаки;[5]

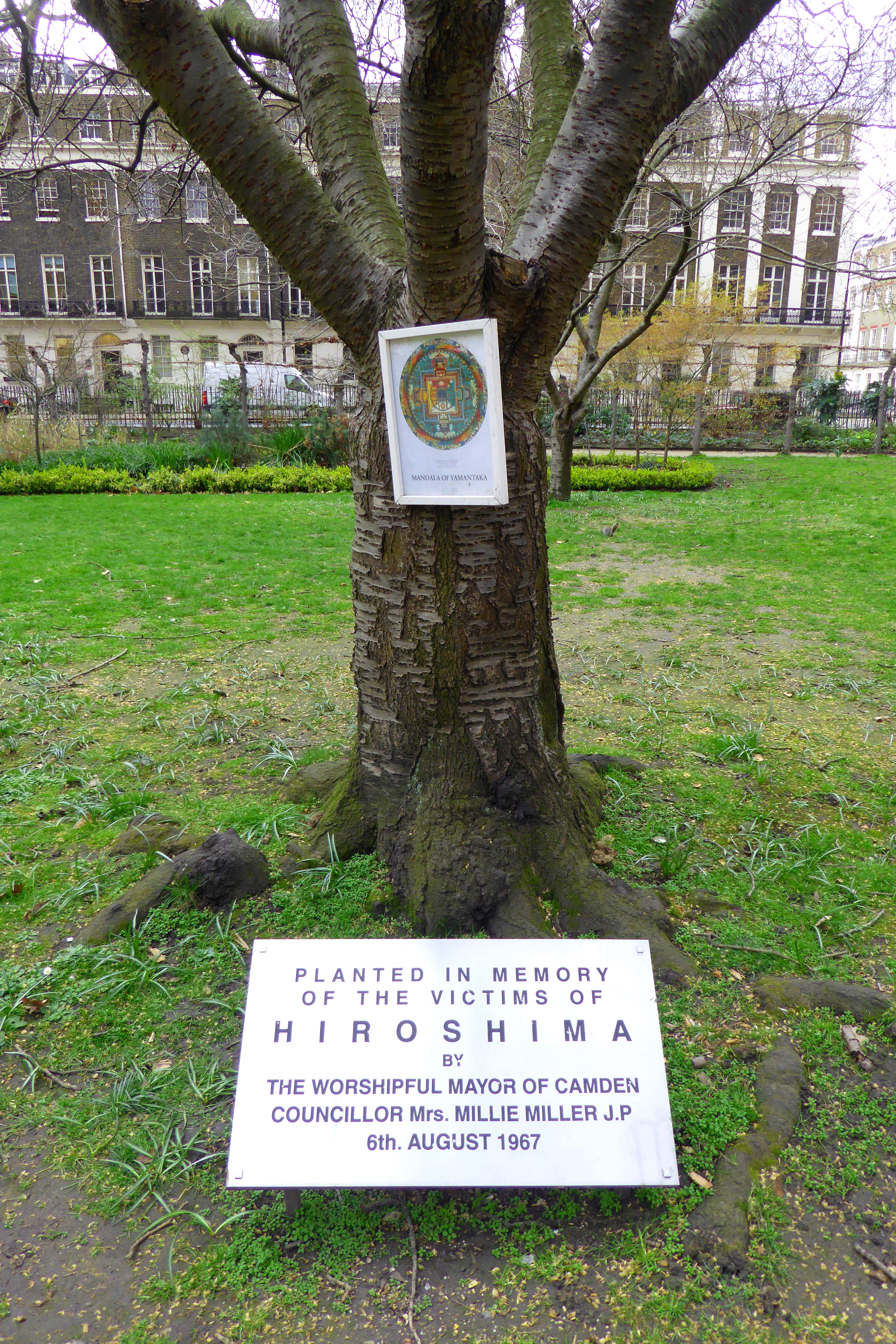
Дерево памяти жертв атомной бомбардировки Хиросимы, посаженное мэром Камдена в 1967г. (табличка с пояснением у подножия). На стволе изображение мандалы Ямантака

- клен, посаженный Лигой еврейских женщин в ознаменование Международного года мира, установленного резолюцией ООН 37/16 (1986г.)[5]
- Памятный камень в честь противников войн и военной службы или службы с оружием (сознательных отказчиков от военной службы). Открыт в 1994г.[5]

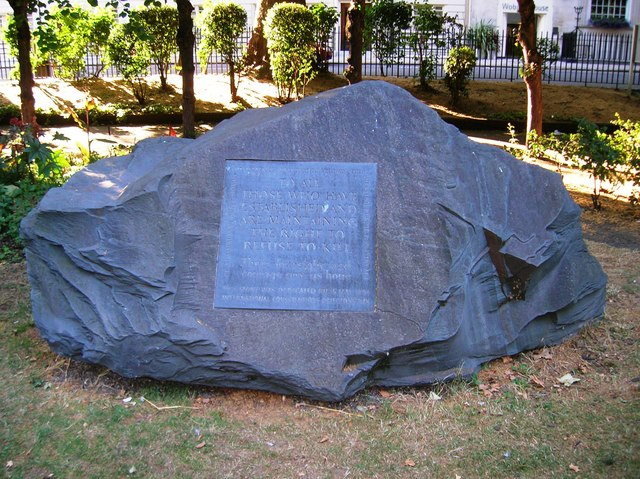
[https://commons.m.wikimedia.org/wiki/Category:Conscientious_objectors_monument_in_Tavistock_Square Памятный камень сознательным отказчикам от военной службы

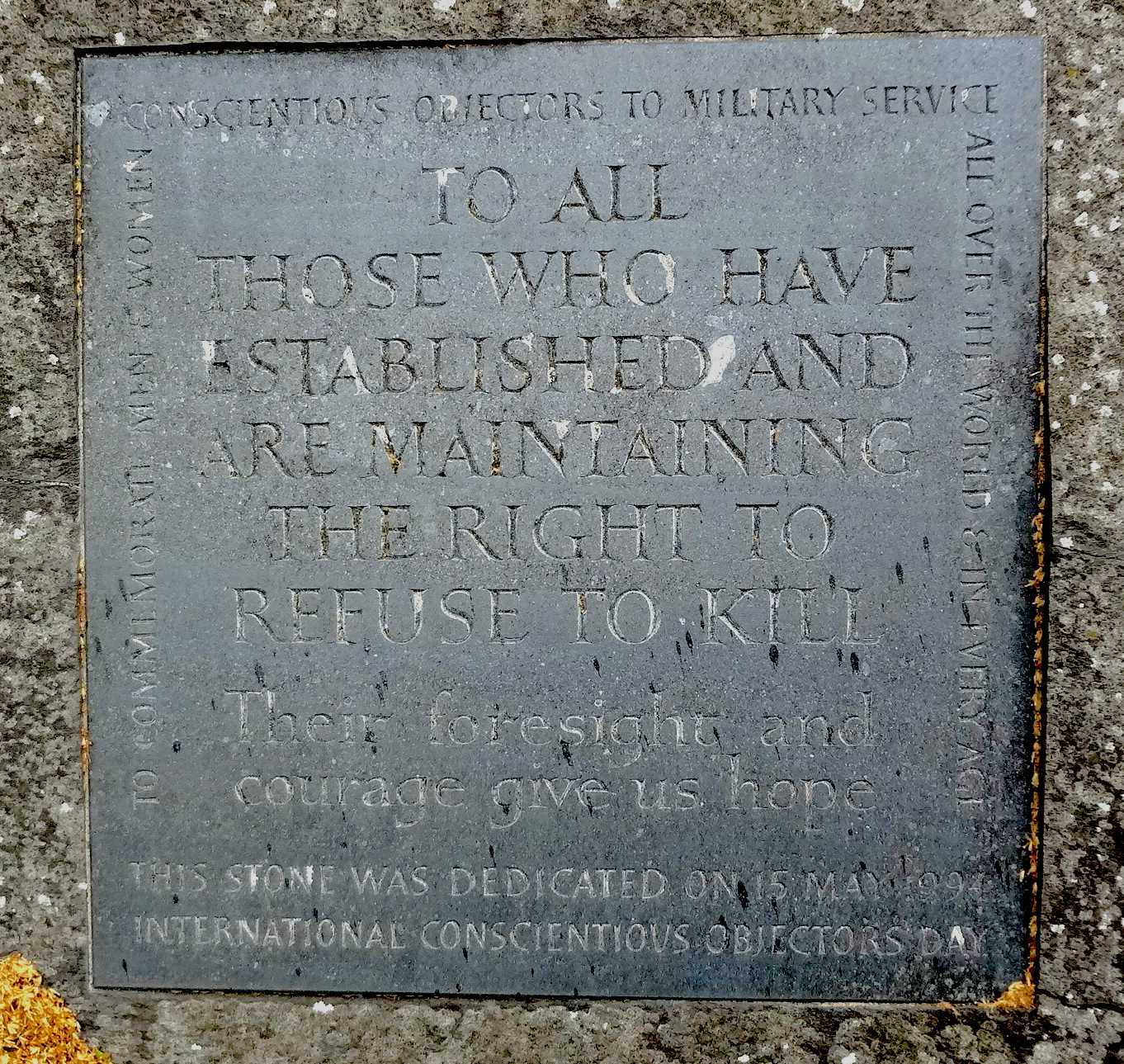
Надпись на плите камня: (Around the left, top, and right edges) TO COMMEMORATE MEN & WOMEN CONSCIENTIOUS OBJECTORS TO MILITARY SERVICE ALL OVER THE WORLD & IN EVERY AGE (In the centre) TO ALL THOSE WHO HAVE ESTABLISHED AND ARE MAINTAINING THE RIGHT TO REFUSE TO KILL Their foresight and courage give us hope (Along the bottom edge) THIS STONE WAS DEDICATED ON 15 MAY 1994 INTERNATIONAL CONSCIENTIOUS OBJECTORS' DAY. Перевод: (Вдоль левого, верхнего и правого краев) В ЧЕСТЬ МУЖЧИН & ЖЕНЩИН СОЗНАТЕЛЬНЫХ ОТКАЗЧИКОВ ОТ ВОЕННОЙ СЛУЖБЫ ПО ВСЕМУ МИРУ & ВО ВСЕ ВЕКА. (по центру) ВСЕМ ТЕМ КТО УТВЕРДИЛ И ОТСТАИВАЕТ ПРАВО ОТКАЗАТЬСЯ УБИВАТЬ Их предвидение и смелость дают нам надежду. (Вдоль нижней стороны) ЭТОТ КАМЕНЬ БЫЛ ТОРЖЕСТВЕННО ОТКРЫТ 15 МАЯ 1994 МЕЖДУНАРОДНЫЙ ДЕНЬ СОЗНАТЕЛЬНЫХ ОТКАЗЧИКОВ

### Другие памятники на Тависток-сквер

#### Мемориальные объекты в память врачей, жертв мировых войн и теракта, совершённого на площади
Со зданием Британской медицинской ассоциации связаны несколько памятных объектов:
- в восточном курдонёре здания Британской медицинской ассоциации Военный мемориал погибшим медикам Британской империи и стран Британского содружества наций (англ. British Medical Association War Memorial)[10]:
  - комплекс из памятной решетки (англ. memorial screen) и ажурных ворот с эмблемой медицины и надписью с посвящением памяти погибших на фронтах Первой мировой войны британских медицинских работников,

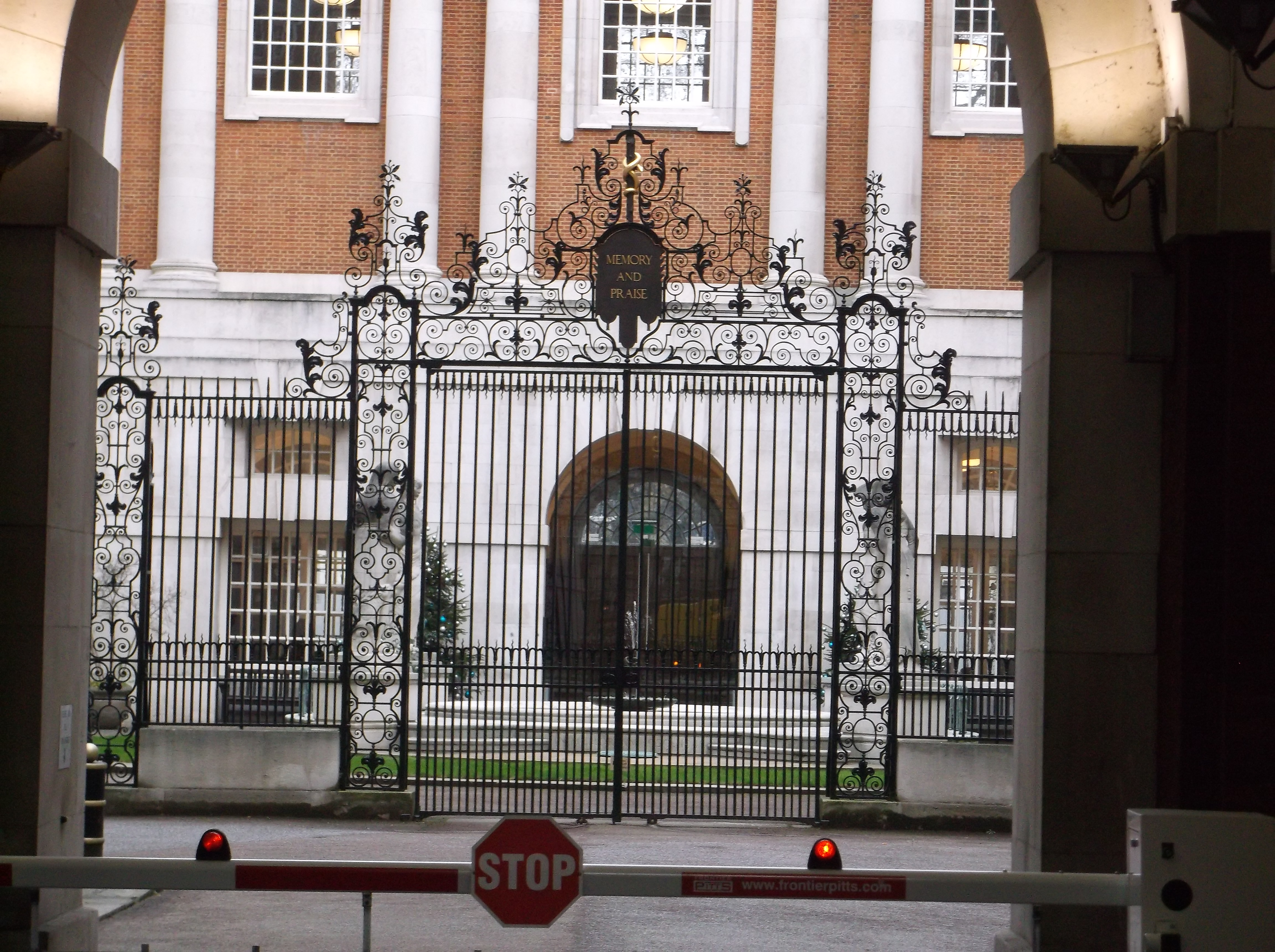
[https://commons.m.wikimedia.org/wiki/Category:War_memorial_gates,_BMA_House Мемориальная решетка в память медиков Британской империи, павших на Первой мировой войне

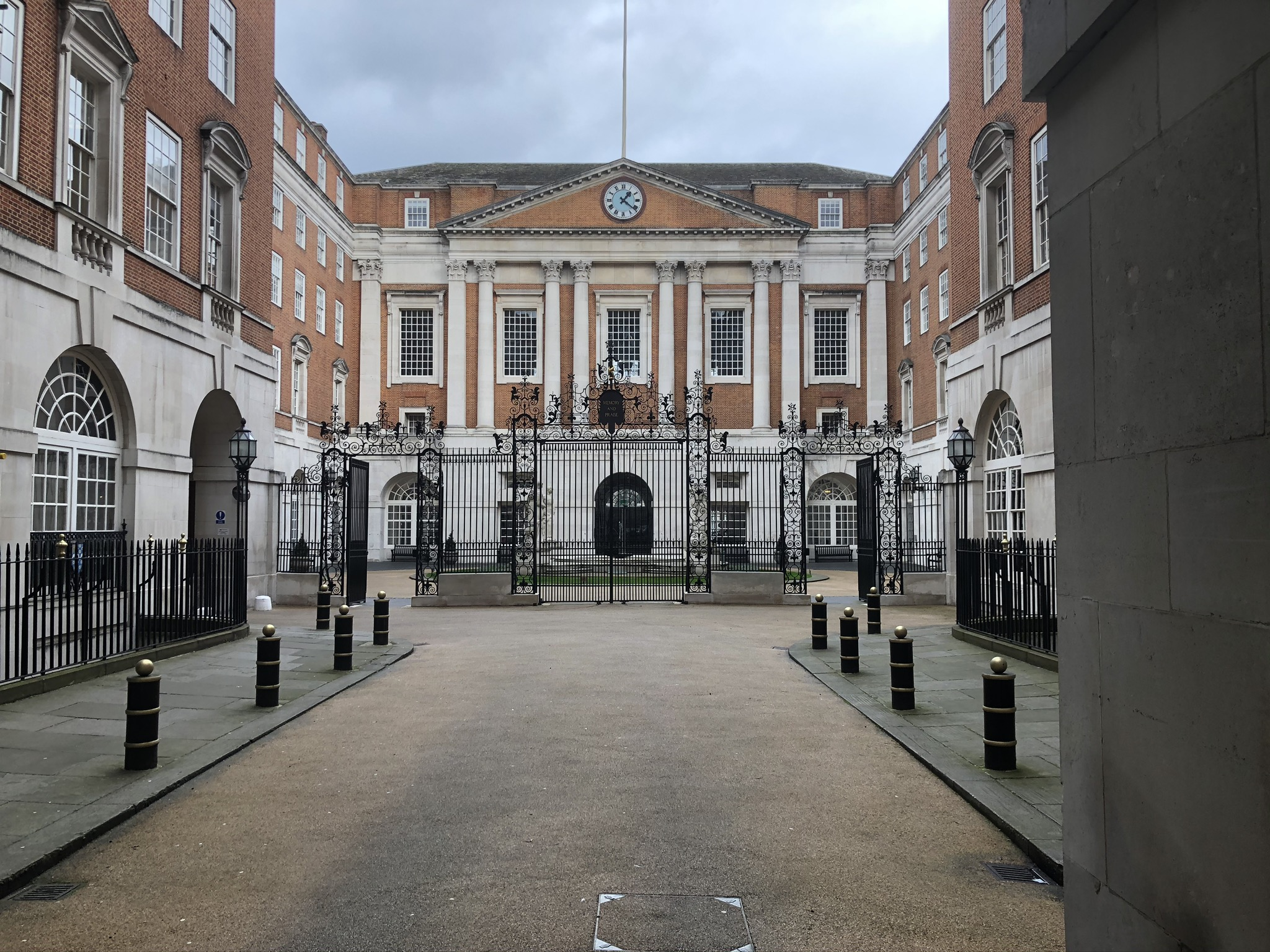

- - скульптурная композиция с фонтаном в память их коллег, павших на Второй мировой; Памятник медикам Великобритании и стран Британского содружества наций, погибшим во Второй мировой войне

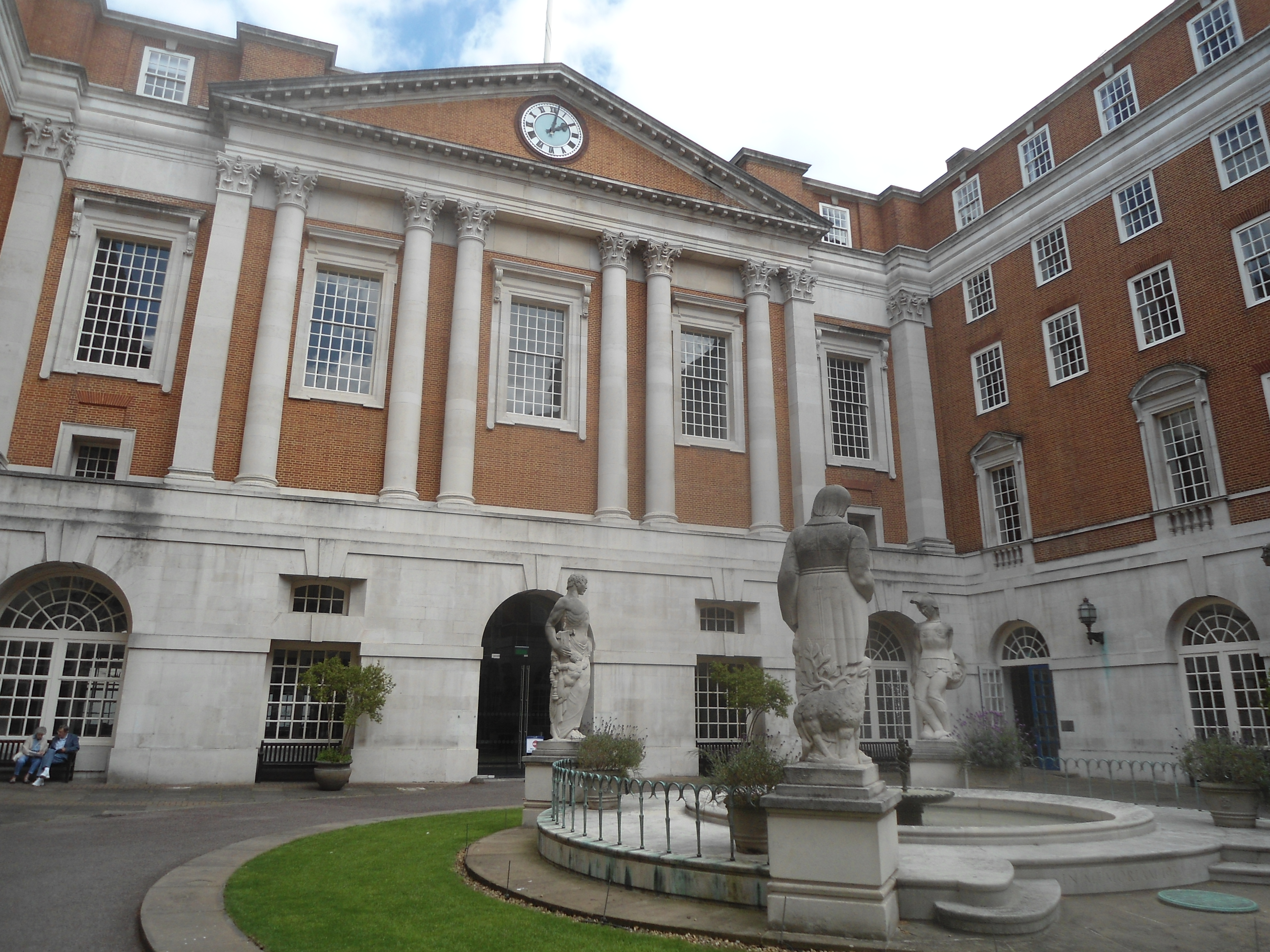
Памятник медикам Великобритании и стран Британского содружества наций, погибшим во Второй мировой войне

- памятник одной из первых женщин-врачей кавалерственной даме ордена Британской империи Луизе Олдрич-Блейк[англ.] (1865-1925), внесшей значительный вклад в развитие хирургии; памятник установлен при здании Британской медицинской ассоциации,

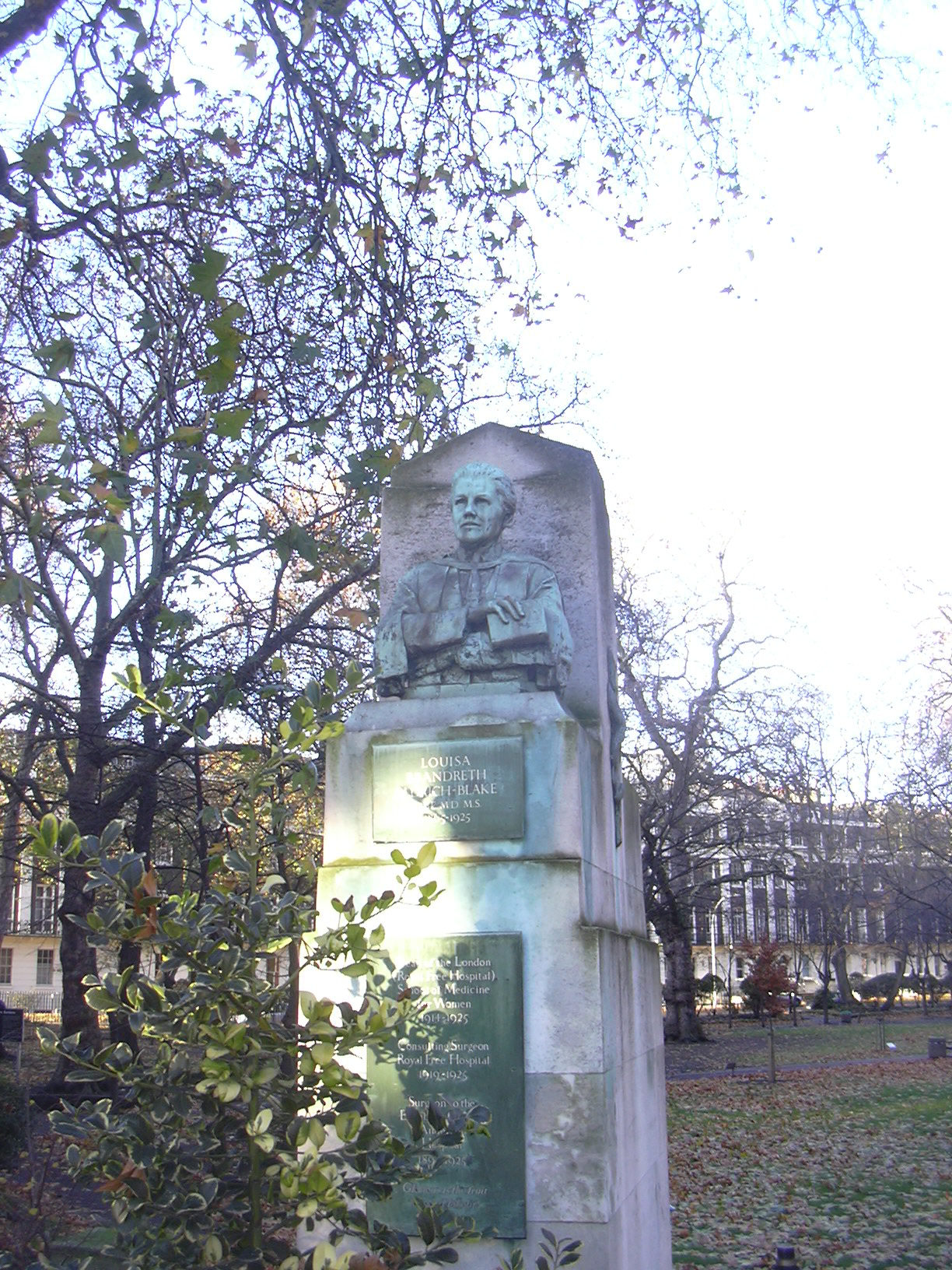
Памятник одной из первых женщин-врачей и новатору хирургии Луизе Олдрич-Блейк на Тавистокской площади

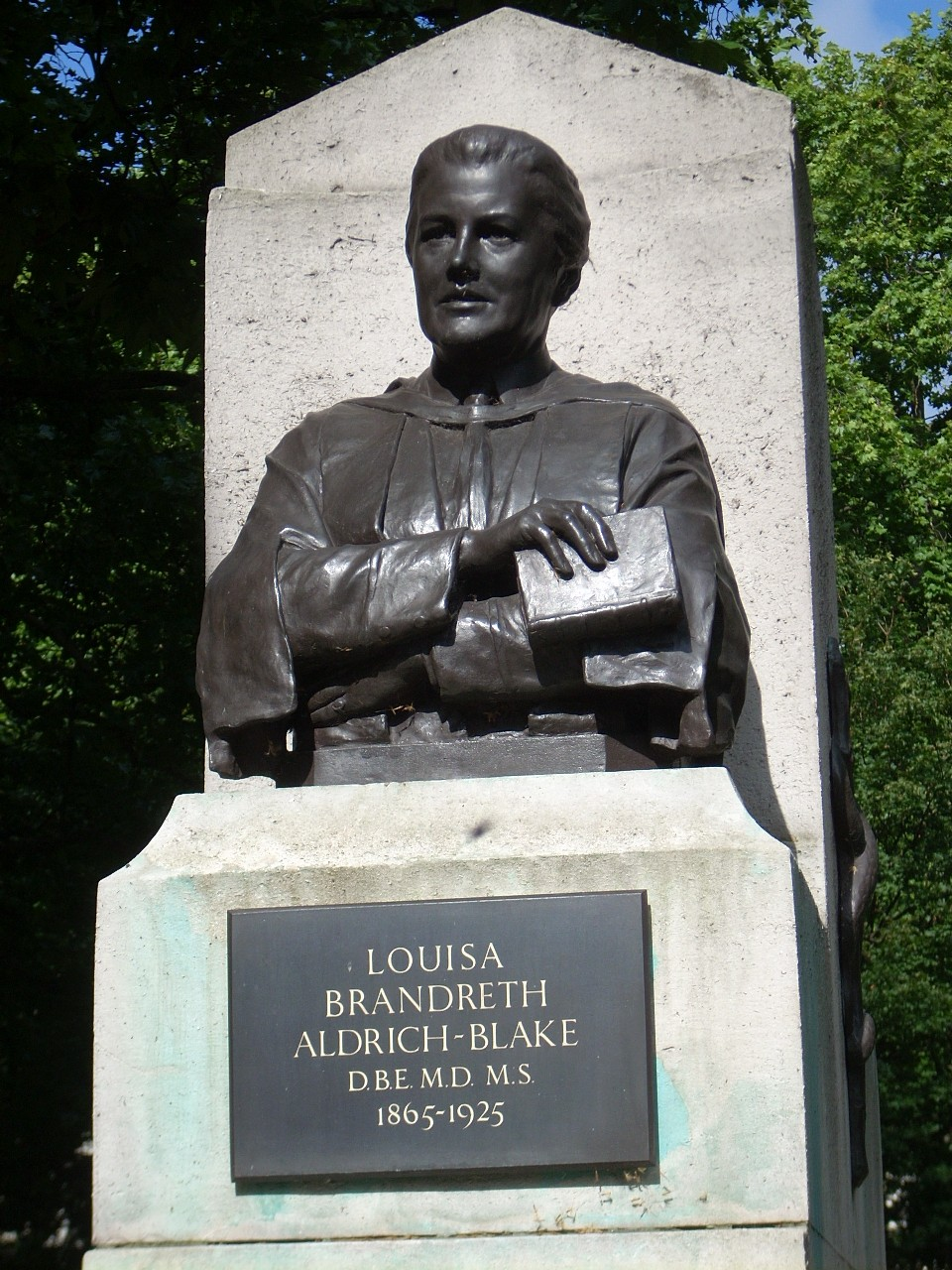

- мемориальные знаки в память теракта на площади - взрыва автобуса 7.07.2005г.:
  - мемориальная плита в сквере;

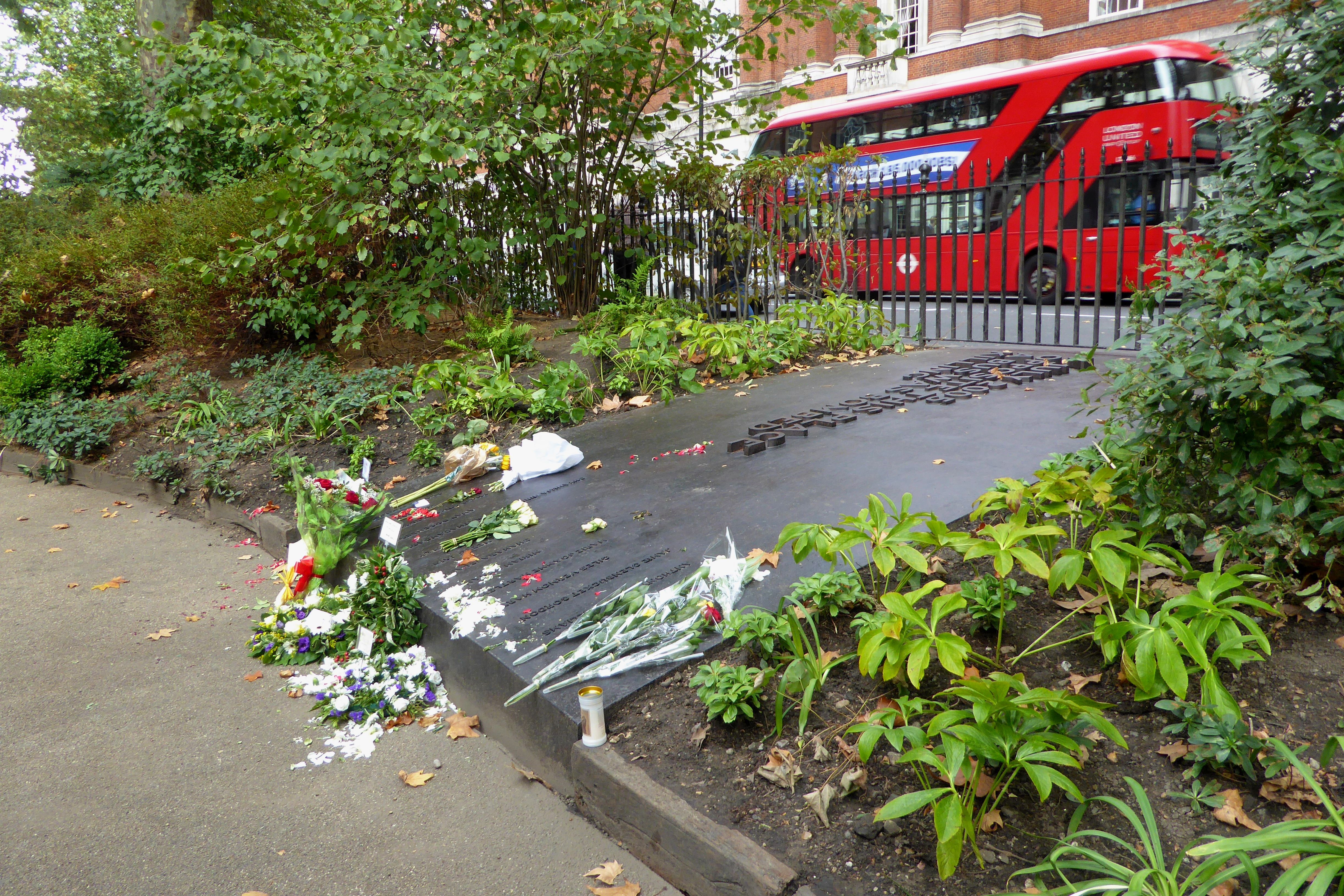

- - табличка с именами погибших на ограде здания Британской медицинской ассоциации.

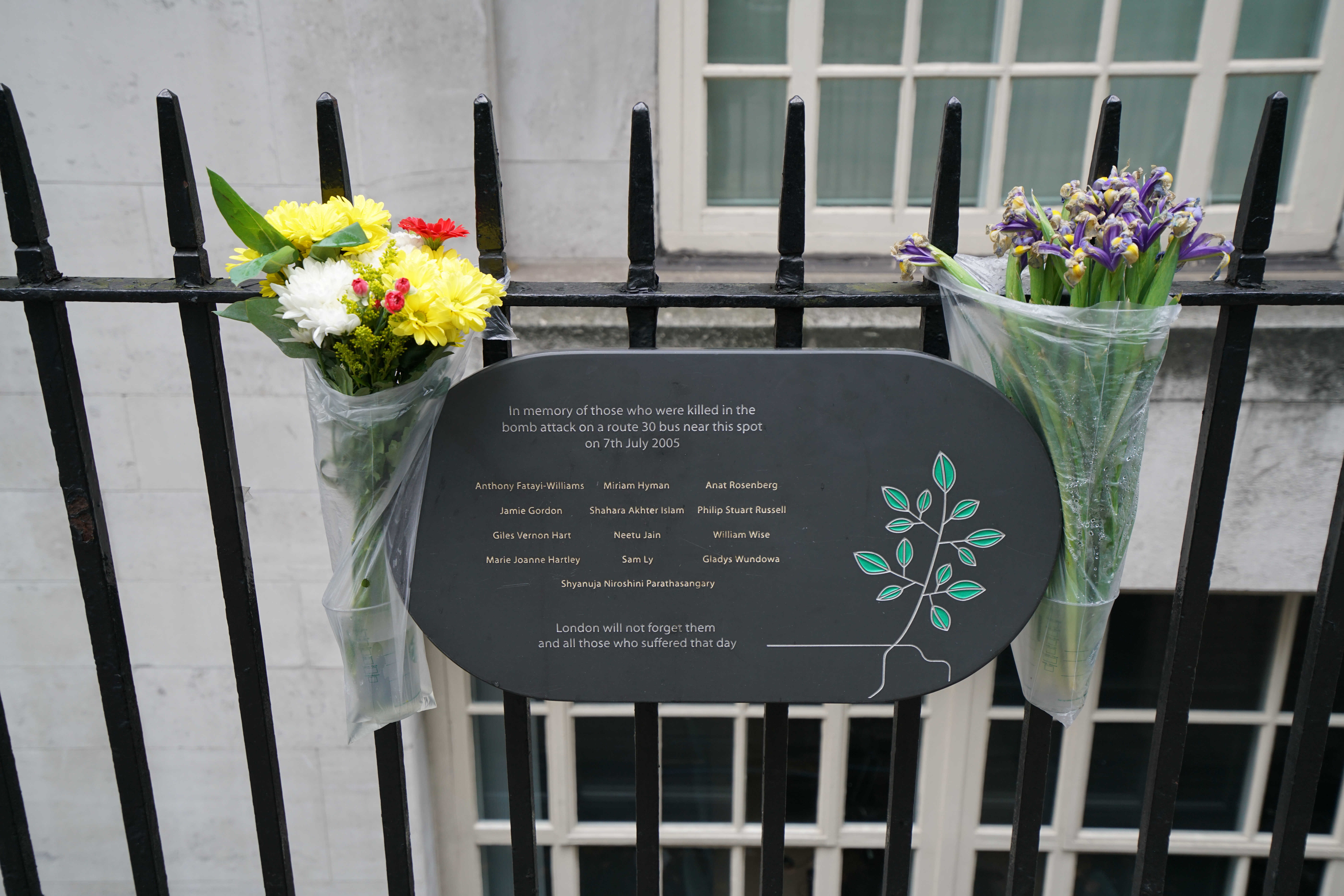
Табличка памяти с именами погибших при взрыве автобуса в 2005г.
на площади

#### Знаки памяти писателей

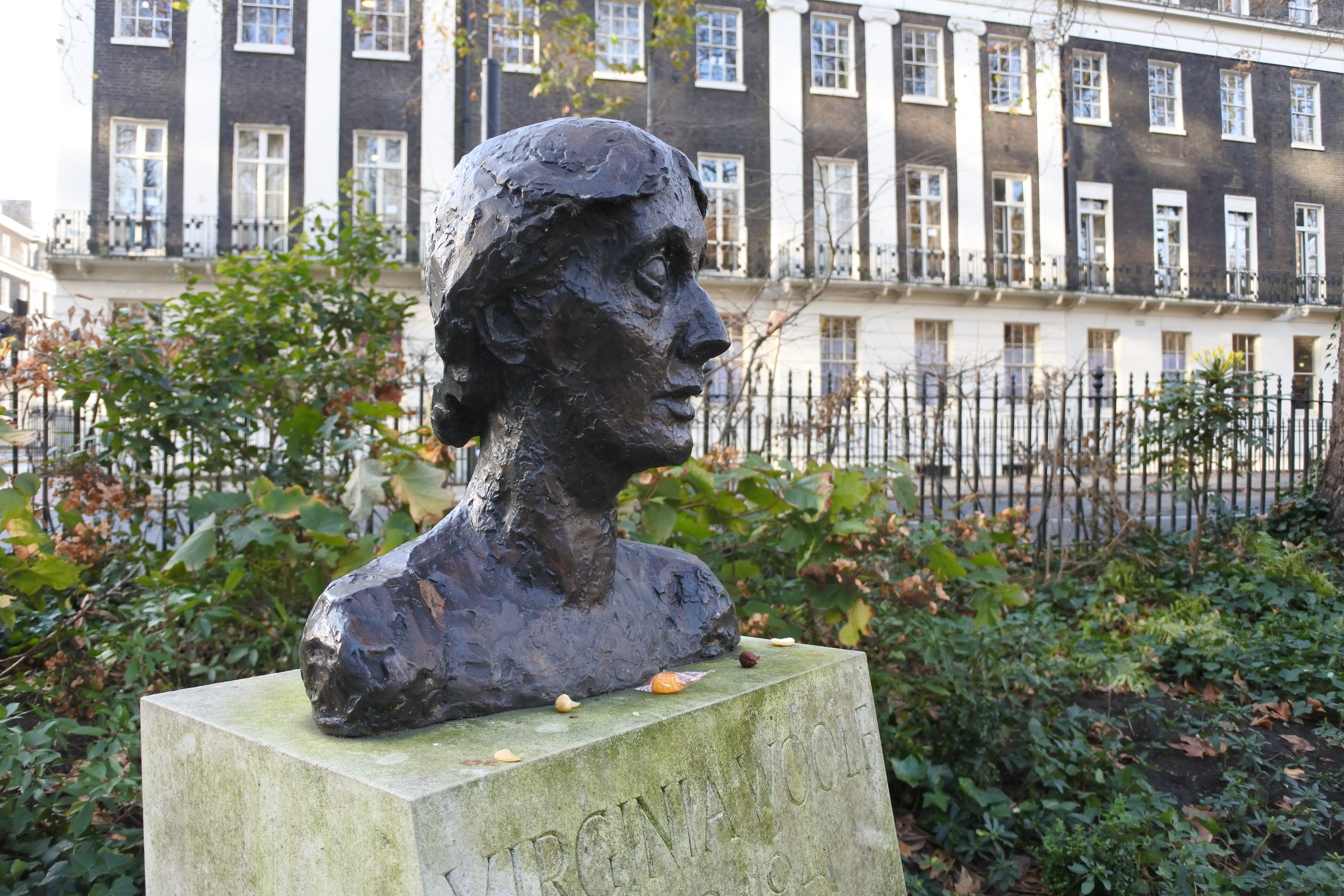
[https://commons.m.wikimedia.org/wiki/Category:Bust_of_Virginia_Woolf,_Tavistock_Square,_London Бюст Вирджинии Вулф на Тавистокской площади

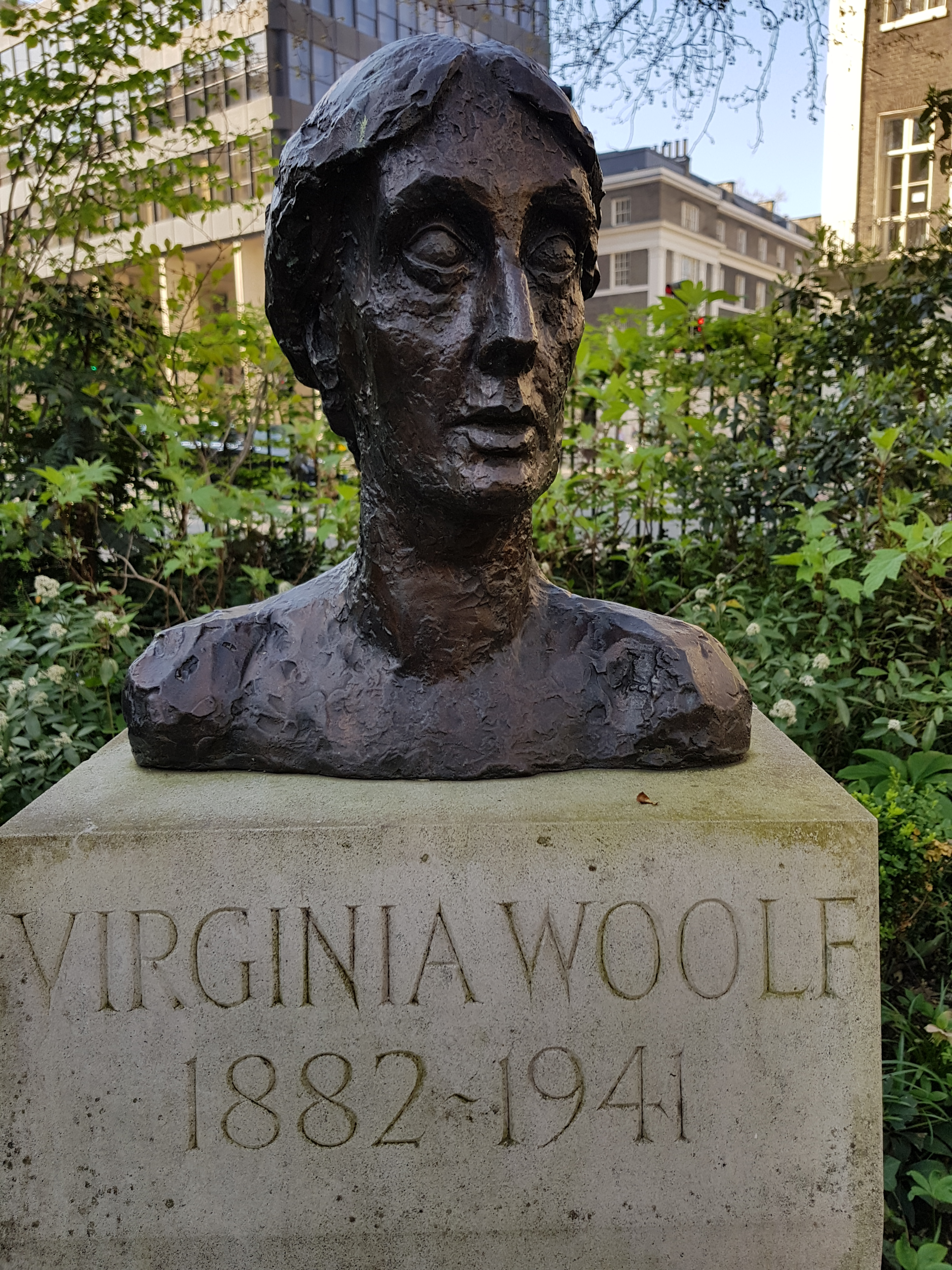

- мемориальная доска в память о проживании и творческой деятельности Чарльза Диккенса в утраченном доме на площади.

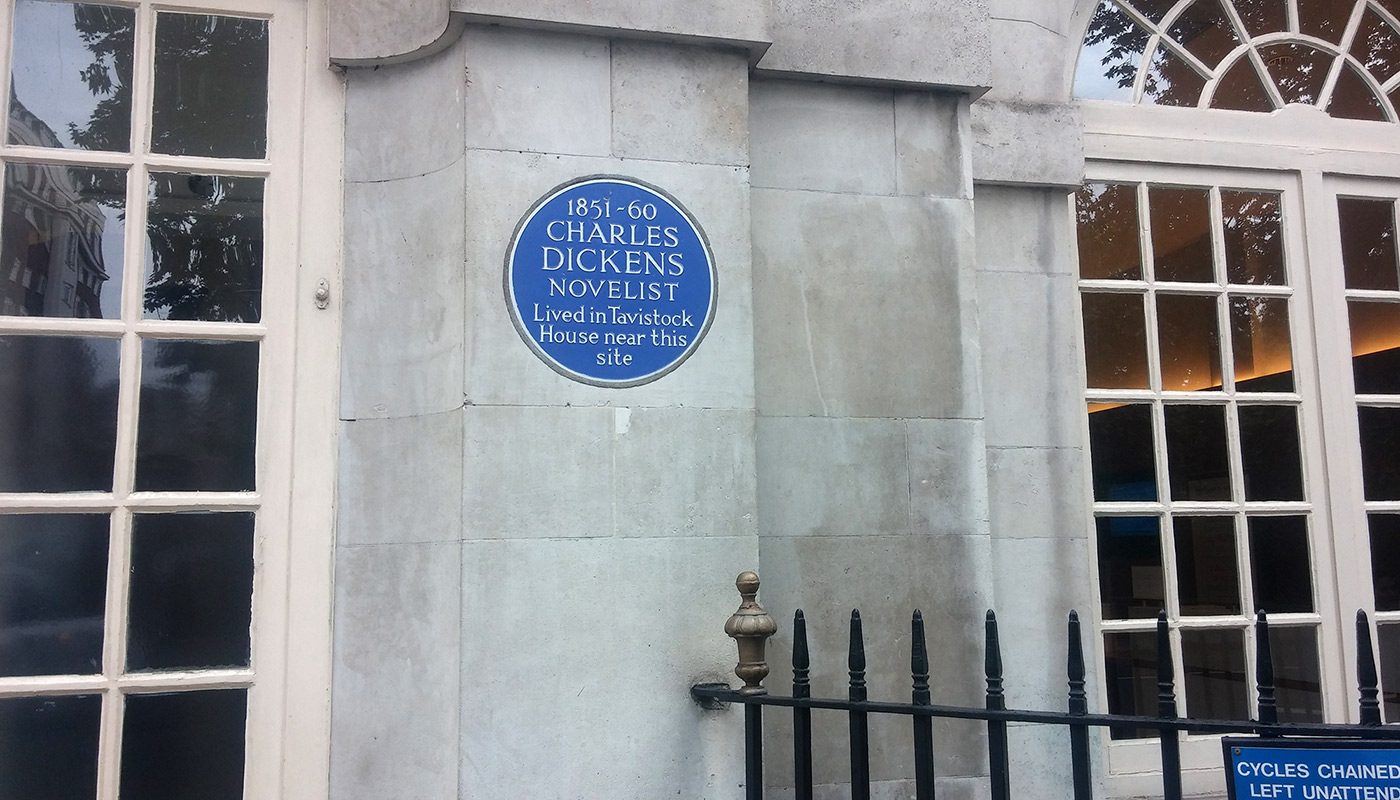
Памятная надпись Чарльзу Диккенсу

- бронзовый бюст[5] писательницы Вирджинии Вулф, жившей и творившей в соседнем доме в 1920-е – 30-е годы, где они с мужем также вели деятельность литературного издательства "Хогарт-пресс". Бюст установлен в 2004г. Британским обществом Вирджинии Вулф; он отлит по модели бюста 1931г. работы скульптора Стивена Томлина[англ.].[11]

## Здания на площади

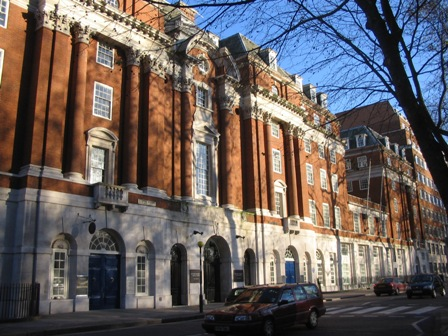
Здание Британской медицинской ассоциации. Архитектор Эдвин Лаченс

- Утраченный особняк Тависток-хаус[12], где жили и творили видные деятели культуры, включая писателя Чарльза Диккенса и французского композитора Шарля Гуно. Дом снесен в начале 20 века, и на его месте стоит часть здания Британской медицинской ассоциации.

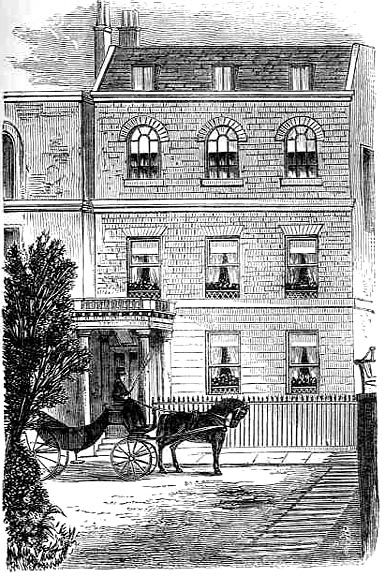
Тависток-хаус

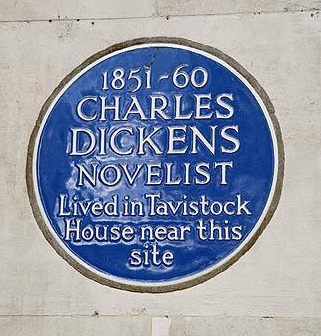
Мемориальная доска (синяя табличка) на здании Британской медицинской ассоциации в память проживания писателя Чарльза Диккенса поблизости в Тависток-хаус

- Здание Британской медицинской ассоциации[англ.][13] (англ. BMA House), построенное в 1911г. Сэром Эдвином Лаченсом для Теософского общества, которое не смогло его оплатить, и первым здание было занято британским Министерством боеприпасов.[14] Члены этого профессионального союза медиков оказывали на месте помощь жертвам террористического акта на Тавистокской площади – взрыва в автобусе 30-го маршрута 7 июля 2005г., одного из четырех, совершенных в тот день в Лондоне; погибли 13 пассажиров и террорист-смертник, и рядом установлен памятный знак[5][7].

### Университетские здания
- Коннот-холл[англ.][15] — комфортабельное общежитие для студентов Лондонского университета, созданное в память умершей в 1917 году герцогини принцем Артуром, герцогом Коннаутским, третьим сыном королевы Виктории. Коннот-холл был отдан под мужское общежитие в 1928 году, и оно располагалось на Торрингтон-сквер, а в 1961 году переехало на Тавистокскую площадь в приспособленное под него здание XVIII века в георгианском стиле с фасадом — объектом культурного наследия. В 2001 году университет стал заселять туда студентов обоих полов.[16]

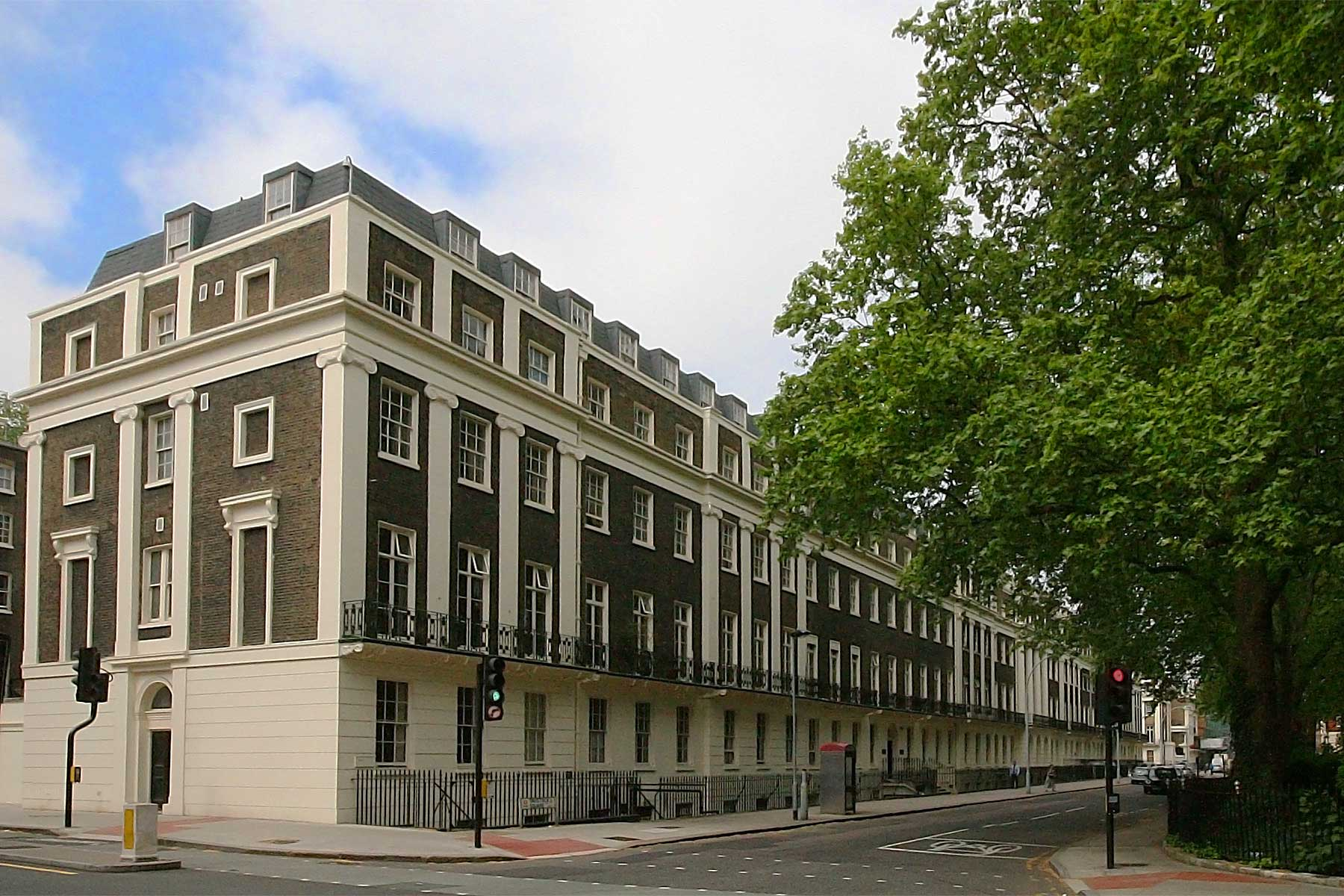
Коннот-холл на Тавистокской площади д. 36-45

- Уоберн-хаус, названный по деревне Уоберн[англ.] на землях герцогов Бедфордских. В этом здании на северной стороне площади находятся штаб-квартира ассоциации университетов Великобритании Universities UK[англ.], совет ректоров вузов и Совет медицинских факультетов вузов[англ.][17].
- Пассфилд-холл, общежитие Лондонской школы экономики и политических наук. Оно имеет адрес[18] по северной границе площади улице Эндслей-плейс, названной по сельской усадьбе герцогов Бедфордских в окрестностях города Тавистока Эндслей-коттедж[англ.].

### Прочие здания
- Гостиница The Tavistock Hotel постройки 1946г. (модернизация 2010г.), входящая в сеть Imperial Hotels[19]. Дом 48-55 на южной стороне площади[20].
- Краснокирпичные бизнес-центры постройки середины 20 века[21] Линтон-хаус (Lynton House)[22] и Тэвис-хаус (Tavis House).[23] Во втором из них находится главный офис благотворительной организации для пожилых британцев Age UK[англ.].